# 阿旺莱马西伊
阿旺莱马西伊（法語：Avant-lès-Marcilly，法語發音：[avɑ̃ le maʁsiji]）是法国奥布省的一个市镇，属于塞纳河畔诺让区。

## 地理
阿旺莱马西伊（48°25'22"N, 3°34'12"E）面积27.62 平方千米，位于法国大東部大區奥布省，该省份为法国中北部省份，北起马恩省，西接塞纳-马恩省，西南至约讷省，东南至科多尔省，东临上马恩省。
与阿旺莱马西伊接壤的市镇（或旧市镇、城区）包括：奥尔万河畔布伊、沙尔穆瓦、费莱马西伊、费勒-坎塞、方丹马孔、里尼拉诺讷斯、圣欧班、圣卢德比菲尼、索利尼莱塞唐、特朗科。

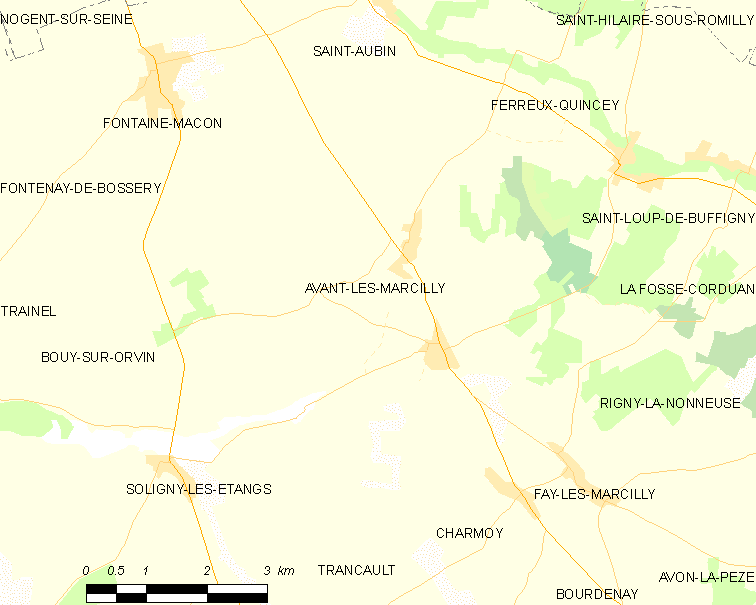
阿旺莱马西伊的OSM定位图

阿旺莱马西伊的时区为UTC+01:00、UTC+02:00（夏令时）。

## 行政
阿旺莱马西伊的邮政编码为10400，INSEE市镇编码为10020。

## 政治
阿旺莱马西伊所属的省级选区为圣利耶县。

## 人口

1962-2008年间阿旺莱马西伊人口变化图示

阿旺莱马西伊于2022年1月1日时的人口数量为513人。